# Rosa Romero Sánchez
Rosa Romero Sánchez (Ciudad Real, 14 de febrero de 1970) es una política española. Fue alcaldesa de Ciudad Real entre los años 2007 y 2015. Miembro del Partido Popular. Se licenció en Ciencias Políticas en la Universidad Complutense de Madrid. Se afilió al PP en 1994 y ha sido Presidenta Provincial del PP de Ciudad Real. Está casada y tiene dos hijos.
Diputada de la VIII Legislatura de las Cortes de Castilla-La Mancha entre el 16 de junio y su baja el 12 de diciembre de 2011.

## Trayectoria
- Gerente del Centro Asesor de la Mujer y Casa de Acogida de Mujeres Maltratadas 1996-1999.
- Concejala de Bienestar Social en el Ayuntamiento de Ciudad Real desde 1995.
- Teniente de alcalde y portavoz del equipo de Gobierno en el Ayuntamiento de Ciudad Real 1995-2002.
- Presidenta del Patronato municipal de Discapacitados de Ciudad Real 1995-1999.
- Diputada nacional del Partido Popular en la VII y X Legislatura
- Secretaria ejecutiva nacional de Política Municipal 2002-2004.
- Secretaria regional del Partido Popular de Castilla-La Mancha 2002-2004.
- Portavoz del Grupo Parlamentario Popular en las Cortes de Castilla-La Mancha 2003-2005.
- Senadora autonómica por Castilla-La Mancha 2003-2006.
- Presidenta provincial del Partido Popular de Ciudad Real, elegida en el XI Congreso Provincial celebrado en Alcázar de San Juan el 18 de diciembre de 2004.
- Alcaldesa del Ayuntamiento de Ciudad Real entre 2007 y 2015
- Vicepresidenta cuarta de la Mesa del Congreso de los Diputados en la XI Legislatura
- Vicepresidenta tercera de la Mesa del Congreso de los Diputados en la anterior Legislatura
- Secretaria cuarta de la Mesa del Congreso de los Diputados en la XIV Legislatura